# Clytus carinatus
Clytus carinatus là một loài bọ cánh cứng trong họ Cerambycidae.